# Stade Fautaua
Le stade Fautaua est un stade multi-usage à Paea, Tahiti, en Polynésie française.
Il est actuellement utilisé principalement pour les matchs de football et accueille les matchs à domicile de l'AS Manu-Ura de la Division fédérale tahitienne.
Le stade possède une capacité de 10 000 spectateurs.